# Ämnesdidaktik
Ämnesdidaktik är didaktik, undervisningslära, knuten till specifika ämnen såsom filosofididaktik, matematikdidaktik, samhällskunskapsdidaktik , slöjddidaktik eller yrkesämnenas didaktik. Ämnesdidaktiken är central i all lärarutbildning. Ämnesdidaktikens uppgift är att utveckla och sprida kunskap om undervisning av olika innehåll och under olika betingelser. I Norge etablerades fagdidaktikk som ett forskningsområde redan på 1970-talet, i samband med att lärarutbildningarna i de nordiska länderna vid denna tid överfördes till universiteten. I anglosaxiska länder används istället för den mer direkta översättningen subject didactics termen Curriculum Studies.
Ämnesdidaktisk forskning, på engelska Discipline-Based Education Research (DBER), är ett tvärvetenskapligt forskningsfält som bygger på att systematiskt undersöka lärande och undervisning inom en vetenskapsgren. Metoderna som används bygger på mer allmän forskning om lärande och kognition (till exempel från Pedagogisk psykologi, Sociologi eller Kognitionsvetenskap), men den ämnesdidaktiska forskningen bidrar med något utöver detta genom att spegla disciplinens kunskaper och praxis i empiriska tillvägagångssätt . I Sverige bedrivs ämnesdidaktisk forskning på flera Universitet, t.ex. vid Karlstad Universitet, Lunds Universitet, Göteborgs Universitet, Uppsala Universitet och Stockholms Universitet.  
I Stockholmsregionen finns det en plattform mellan kommuner, friskolor och Stockholms Universitet för att initiera, driva och sprida resultat från undervisningsutvecklande ämnesdidaktisk forskning, Stockholm Teaching and Learning studies.

## Filosofididaktik
Filosofididaktik försöker besvara de tre didaktiska grundfrågorna: "vad?", "varför?" och "hur?" i relation till filosofiämnet. Filosofididaktikämnet angränsar till andra filosofiska områden såsom filosofisk praxis och filosofi med barn, men har av tradition riktat sig mer till filosofilärare och filosofilärarstudenter.